# Jean-Michel Monin
Jean-Michel Monin (ur. 7 września 1967 w Argenteuil) – francuski kolarz torowy i szosowy, złoty medalista olimpijski oraz srebrny medalista torowych mistrzostw świata.

## Kariera
Pierwszy sukces w karierze Jean-Michel Monin odniósł w 1992 roku, kiedy zdobył brązowy medal mistrzostw Francji w wyścigu punktowym. Cztery lata później wystartował na  igrzyskach olimpijskich w Atlancie, gdzie wspólnie z Christophem Capellem, Philippem Ermenaultem i Francisem Moreau zdobył złoty medal w drużynowym wyścigu na dochodzenie. W tej samej konkurencji razem z Ermenaultem, Moreau i Cyrilem Bosem zdobył srebrny medal na mistrzostwach świata w Manchesterze, również rozgrywanych w 1996 roku. Jego największym osiągnięciem na szosie był zajęcie drugiego miejsca w GP du Nord-Pas-de-Calais w 1993 roku.